# Локомотив-НН
Футбольний клуб «Локомотив-ГЖД» (Нижній Новгород) або просто «Локомотив-НН» (рос. Футбольный клуб «Локомотив-ГЖД» Нижний Новгород) — російський футбольний клуб з міста Нижній Новгород.

## Хронологія назв
- 1917 — Команда станції Нижній Новгород
- 1918 — «Червонка»
- 1923—1930 — Клуб залізничників «Спартак»
- 1931 — «Тяга»
- 1932—1935 — «Залізничника»
- 1987—1991 — «Локомотив»
- 1992 — «Локомотив-Ерітіспорт»
- 1993 — «Локмотив-Спортсмен»
- 1994—2001 — «Локомотив»
- 2002 — «Локомотив-ГЖД»
- 2002—2005 — «Локомотив-НН»
- 2014 — н.ч. «Локомотив-ГЖД»

## Історія
Футбольна команда була заснована в 1916 році й існувала до 1935 року. Відроджена в 1987 році, в 1987-1989 роках виступала в 2-ій зоні другої ліги першості СРСР. У 1989 році команда під керівництвом Валерія Овчиннікова вийшла в Першу лігу першості СРСР, де виступала в 1990-1991 роках. У 1992 році в зв'язку з розпадом СРСР потрапила у Вищу лігу чемпіонату Росії, де виступала до 1997 року. Велику роль в становленні команди зіграли начальник Горьківської залізниці Омарі Шарадзе і президент спортклубу «Локомотив» ГЖД Олександр Піскунов.
У чемпіонаті Росії 1997 року посіла 17-те місце і покинула Вищий дивізіон. У тому ж році дійшла до півфіналу Кубку Інтертото.
У 1998 році за рахунок кадрової перебудови в період дозаявок «Локомотив» зумів зачепитися за друге місце в першому дивізіоні і повернутися до найвищого дивізіону.
У 1999 році покинув свій пост начальника ГЖД Омарі Шарадзе і пішов з життя президент спортклубу Олександр Піскунов. Збіг цих двох подій в один рік фактично залишило футбольну команду без досвідченого керівництва.
У сезоні 2000 року залізничники довго йшли на останньому місці. В середині сезону команду покинув Валерій Овчинников, проте через місяць повернувся. Команда видала серію непоганих матчів, але не змогла піднятися вище 15-го рядка в таблиці і знову покинула вищий дивізіон.
У 2001 році вже після 2-го туру, 7 квітня, Овчинніков подав у відставку, віддавши команді 11 років своєї тренерської кар'єри (при цьому залишився президентом клубу). Ця відставка стала найшвидшою в історії першого дивізіону. «Локомотив» очолив Валерій Синау. Команда швидко скотилася на останнє місце, яке не покидала до кінця чемпіонату. Так залізничники за два роки вилетіли до другого дивізіону.
У 2002 році «Локомотив» так і не подав заявки в ПФЛ на участь в першості Росії у другому дивізіоні. Овчинніков намагався продати клуб з величезними боргами, але покупця не знайшлося. 9 квітня було офіційно оголошено про відмову від участі. Причиною стало погане фінансування і борги по зарплаті. Команда була розформована, футболісти відпущені як вільний агент.
Вже на наступний день, 10 квітня, в Нижньому Новгороді було оголошено про створення нового клубу з назвою «Локомотив-ГЖД» (Горьківська залізниця). Новий начальник ГЖД Хасян Зябіров заявив, що його відомство готове допомогти з фінансуванням. Також фінансові зобов'язання взяла на себе Федерація футболу Нижньогородської області. Головним тренером був призначений екс-капітан «Локомотива» Геннадій Масляєв. Дебют нової команди, до того часу вже перейменованої в «Локомотив-НН», відбувся 9 травня. На стадіоні «Локомотив» в рамках 1/8 фіналу Кубку МФС «Приволжжя» залізничники обіграли арзамаську «Дружбу» - 2:1.
«Локомотив-НН» був заявлений в МФС «Приволжжя», перед командою поставили завдання вийти до другого дивізіону. Однак уже в середині сезону знову виникли проблеми з фінансуванням, борги із зарплати. Футболісти пригрозили керівникам страйком і бойкотували матч проти «Рубіна-2». Проблеми незабаром були вирішені, «Локомотив-НН» виграв турнір, отримав професійний статус і вийшов до другого дивізіону.
У другому дивізіоні в зоні «Урал-Поволжжя» «Локомотив-ПН» провів три сезони, найкращим з яких став 2005 рік - 9-е місце. У тому сезоні в команду повернувся багато футболістів, які добре зарекомендували себе ще в «Локомотиві», припинилася тренерська «чехарда».
29 січня 2006 року головний тренер Геннадій Масляєв на прес-конференції оголосив про те, що джерела фінансування відсутні, команда не пройшла ліцензування в ПФЛ, залишилося 12 гравців. Приблизно тоді ж було прийнято рішення про переїзд в Нижній Новгород команди «Спартак» (Челябінськ) і передачі їй бази «Локомотива-НН» в селищі Сортувальний та стадіону «Локомотив».
«Локомотив-НН» був позбавлений професійного статусу і фактично припинив своє існування. У 2006 році команда спортивної школи «Локомотив» виступала в чемпіонаті Нижнього Новгорода з футболу, де зайняла 6-те місце з дев'яти команд-учасниць. У 2007 році «Локомотив» грав у другій лізі, зоні «В» чемпіонату Нижегородської області з футболу, завершивши турнір з тим же результатом. У 2008 році команда виступала в тому ж турнірі. У 2009 році «Локомотив» знову виступав у чемпіонаті Нижнього Новгорода і зайняв 5-те місце з восьми команд-учасниць.

## Статистика виступів

### Чемпіонат Росії
| Сезон | Дивізіон                         | Місце | Іг. | В  | Н  | П  | М     | О  |
| ----- | -------------------------------- | ----- | --- | -- | -- | -- | ----- | -- |
| 1992  | Вища ліга                        | 6     | 26  | 8  | 12 | 6  | 23-26 | 28 |
| 1993  | Вища ліга                        | 11    | 34  | 12 | 6  | 16 | 34-49 | 30 |
| 1994  | Вища ліга                        | 8     | 30  | 11 | 8  | 11 | 34-34 | 30 |
| 1995  | Вища ліга                        | 12    | 30  | 6  | 11 | 13 | 28-42 | 29 |
| 1996  | Вища ліга                        | 8     | 34  | 13 | 6  | 15 | 39-50 | 45 |
| 1997  | Вища ліга                        | 17    | 34  | 6  | 5  | 23 | 26-60 | 23 |
| 1998  | Перший дивізіон                  | 2     | 42  | 23 | 8  | 11 | 65-34 | 77 |
| 1999  | Вищий дивізіон                   | 11    | 30  | 9  | 6  | 15 | 33-48 | 33 |
| 2000  | Вищий дивізіон                   | 15    | 30  | 3  | 9  | 18 | 16-47 | 18 |
| 2001  | Перший дивізіон                  | 18    | 34  | 9  | 5  | 20 | 26-58 | 32 |
| 2002  | КФК, МФС «Приволжжя»             | 1     | 26  | 20 | 2  | 4  | 70-21 | 62 |
| 2003  | Другий дивізіон, «Урал-Поволжжя» | 11    | 38  | 11 | 10 | 17 | 42-54 | 43 |
| 2004  | Другий дивізіон, «Урал-Поволжжя» | 17    | 36  | 9  | 7  | 20 | 33-54 | 34 |
| 2005  | Другий дивізіон, «Урал-Поволжжя» | 9     | 36  | 13 | 12 | 11 | 46-47 | 51 |

## Форма
| 1992 | 1993 | 1994 | 1995-2002 | 1999-2000 | 1995-2002 (г) | 2014-н.ч. |

## Відомі гравці
Нижче в списку наведені гравці, які мають досвід виступів у футболці національної збірної. Прізвище футболістів виділені жирним шрифтом представляли національну збірну під час своїх виступів у «Локомотиві».
| - Дмитро Кузнецов - Сергій Горлукович - Володимир Татарчук - Іван Гецко - Дмитро Черишев - Андрій Афанасьєв - Петро Бистров - Любомир Кантоністов - Юрій Матвеєв - Геннадій Ніжегородов - Андрій Новосадов - Андрій Мовсісян - Артур Петросян - Аляксандр Арєшнікау - Мікалай Риндзюк | - Андрій Сацункевич - Володимир Шелег - Валерій Шанталасау - Кахабер Гогічаішвілі - Гога Гогрічіані - Зураб Іонанідзе - Зураб Попхадзе - Ігор Авдеєв - Олександр Фамільцев - Руслан Гумар - Сергій Тимофеєв - Арсен Тлехугов - Віктор Зубарєв - Закір Джалілов - Назім Аджиєв | - Олександрс Ісаковс - Віргініюс Балтушнікас - Відас Данченка - Дарюс Гвільдіс - Вадимас Петренко - Неріюс Васіляускас - Марек Голлі - Арсен Аваков - Мухсін Мухамадієв - Рустам Хайдаралієв - Юрій Калитвинцев - Юрій Мороз - Владислав Прудіус - Олександр Саюн - Міхай Дрегуш |

## Головні тренери
| Рік роботи | Головний тренер              |
| ---------- | ---------------------------- |
| 1987       | Олександр Щербаков           |
| 1987—1988  | Олександр Мірзоян            |
| 1989—2000  | Валерій Овчинніков           |
| 2000       | Микола Козін (в. о.)         |
| 2000—2001  | Валерій Овчинніков           |
| 2001       | Станіслав Феоктістов (и. о.) |
| 2001       | Валерій Синау                |
| 2002—2003  | Геннадій Масляєв             |
| 2004       | Валерій Бондаренко           |
| 2004       | Федір Гаглоєв                |
| 2005       | Геннадій Масляєв             |

## Цікаві факти
- Перші бразильські легіонери в чемпіонаті Росії з'явилися в «Локомотиві» в 1995 році. Їх звали Луїш Андре да Сілва (прийшов з клубу «Арагуорі») та Маріу душ Сантуш Жуніур (прийшов з клубу «Асуана»).
- У вищому дивізіоні чемпіонату Росії деякі домашні матчі «Локомотива» запам'яталися жорстокими навколофутбольними зіткненнями з участю нижньогородського ОМОНа, в результаті чого у свій час фанати називали Нижній Новгород «Омон-сіті».
- Висловлювання головного тренера «Локомотива» Валерія Овчиннікова регулярно потрапляли в символічні газетні хіт-паради заяв гравців і тренерів. Серед його знаменитих фраз: «Ви любите заглядати мені в труси, а вони у мене броньовані», «Деякі футболісти жодного разу на поле не виходили, але привели в непридатність три пари шипованих бутс», «Бутси - справа інтимна, як інструмент у музиканта» , «У мене нічиїх не буває. Бувають свої і чужі» , «Ось - сума преміальних. Вони закопані в чужій штрафній. Біжіть і відкопайте» .